# La Gazette de Montpellier
La Gazette de Montpellier est un journal d’informations locales publié chaque jeudi à Montpellier depuis le 21 octobre 1987 et diffusé dans sa Métropole.
Il est exploité par la société des Gazettes Associées. En mai 2017, La Gazette se diversifie en lançant également son média en ligne : Gazette Live, qui traite de l'actualité du Grand Montpellier 7j/7, grâce à des vidéos et de courtes dépêches.

## Ligne éditoriale
La Gazette de Montpellier se définit comme un city magazine : elle traite l’actualité locale sur environ la moitié de sa pagination (40 pages en moyenne) et se consacre à la culture, dont un agenda des sorties qui fait référence, pour l’autre moitié (également 40 pages).
À l’origine marquée à gauche en réaction à l’omniprésence passée du quotidien régional Midi Libre, La Gazette a évolué vers une formule de journal de proximité pluraliste.
L'hebdomadaire papier, également disponible en version digitale, se démarque par ses articles de fond, ses enquêtes et sa capacité à décortiquer l'actualité locale. À l'inverse, le média en ligne Gazette Live traite plutôt l'actualité dans son instantanéité, avec des informations courtes et factuelles, souvent en vidéo.

## Diffusion
Contrôlé par l’OJD depuis 1993, La Gazette de Montpellier est diffusée à 17 082 exemplaires, ce qui en fait le douzième hebdomadaire régional de France. En couplage avec La Gazette de Nîmes (6 097 exemplaires OJD) le groupe Gazette se situe à la cinquième place des hebdomadaires régionaux (23 179 exemplaires) derrière La Manche Libre (71 925), Le Courrier Cauchois (39 054), Le Messager de Thonon (24 670) et Le Courrier de la Mayenne (24 476).

## Propriétaires
Le propriétaire du titre est la Société Anonyme des Gazettes Associées (Saga). En 1999 ils cèdent 33,34 % des parts au groupe La Dépêche du Midi afin de lancer La Gazette de Nîmes en mars 1999, selon la même formule. L’hebdomadaire La Gazette de Sète, qui paraît à Sète depuis mars 2006, a été racheté en 2010 par la Saga, qui l’a transformé en mensuel depuis janvier 2011. La diffusion OJD/2012 de La Gazette de Nîmes est de 6 097 exemplaires. Celle de La Gazette de Sète pour 2012 est de 3 038 exemplaires.